# Carnivoramorpha
Carnivoramorpha je označení pro klad placentálních savců, jenž zahrnuje řád šelem (Carnivora) a jejich vyhynulé kmenové příbuzné. Vylučuje skupinu Creodonta.

## Klasifikace
Tradiční klasifikace:
- klad Carnivoramorpha [Carnivora + příbuzné skupiny, ale bez kreodontů]
  - řád Carnivora
    - podřád Caniformia
    - podřád Feliformia
    - Incertae sedis:
      - rod † Palaeogale

  - nadčeleď † Miacoidea
    - čeleď † Miacidae
    - čeleď † Viverravidae
    - Incertae sedis
      - † „Sinopa“ insectivorus

  - Incertae sedis
    - rod † Ictidopappus
    - rod † Ravenictis
    - † Carnivoramorpha sp. (UALVP 31176)

Novější studie naznačují, že nadčeleď Miacoidea a čeleď Miacidae jsou parafyletické, přičemž miacidé jsou se šelmami příbuzní blíže než viverravidé. V roce 2010 Flynn, Finarelli & Spaulding vytyčili nový klad Carnivoraformes v rámci kladu Carnivoramorpha, jenž zahrnuje zástupce pravých šelem a miacidů, ale vylučuje viverravidy (ti jsou zřejmě monofyletickou skupinou). Systematika níže:
- klad Carnivoramorpha
  - klad Carnivoraformes
  - nadčeleď †Viverravoidea
    - čeleď † Viverravidae

  - Incertae sedis:
    - rod † Ravenictis
    - † Carnivoramorpha sp. (UALVP 31176)
    - † Carnivoramorpha sp. (UALVP 50993 & UALVP 50994)
    - † Carnivoramorpha sp. (USNM 538395)
    - † „Sinopa“ insectivorus